# Маркіян Боришко
Маркія́н Ка́рпович Бори́шко (яп. マルキャン・ボリシコ; *1885? — †15 листопада 1960) — український емігрант на Далекий Схід Росії, батько японського сумоїста Тайхо Кокі, прадід професійного борця Юкіо Ная.

## Біографія
Народився, найімовірніше, у 1885 році у селі Рунівщина Полтавської губернії (тепер — Зачепилівська громада Берестинського району Харківської області України). Його батьки, Карпо та Марина Боришки, у 1894 році переселилися на Далекий Схід Росії у відповідь на заклик імперської влади переселятися туди. Родина оселилася на острові Сахалін. Мешкала у селах Владимировка, Красний Яр, місті Александровський, селі Риковське. Маркіян працював з геологічними експедиціями, зокрема — з експедицією Петра Полевого. 
Брав участь у Першій світовій війні, дослужився до старшини. Брав участь у Громадянській війні на антибільшовицькому боці. Згодом — повернувся до Північного Сахаліну, де став власником винно-очисного заводу у місті Александровський.
Після встановлення у 1925 році на Північному Сахаліні радянської влади — перейшов до контрольованого японцями Південного Сахаліну, до містечка Одомарі (тоді — префектура Карафуто, тепер — місто Корсаков Сахалінської області, Росії). Батьки лишилися у селі Риковське на півночі Сахаліну.
Згодом — мешкав у місті Сікука (нині – Поронайськ), де у 1928 році одружився з японкою Наєю Кійо, яка походила з села Камоенай префектури Хоккайдо і була вчителькою з пошиття європейського одягу. Через сварку із батьками — виїхала на Сахалін, де працювала у ткацькій крамниці.
У 1929 році молодята заснували власну молочну ферму. У них народилося 3-є синів і донька. Масаесі (Маркіян назвав його Володимиром) народився у 1928 році. Кодзі (Костянтин) — у 1933. Кацу (Катерина) — у 1937. Наймолодший Кокі (Іван) — 29 травня 1940 року. Він стане відомим у Японії сумоїстом.
У 1943 році безробітний японець убив старшого сина Маркіяна — Володимира, намагаючись заволодіти майном сім'ї.
Цього ж року японська поліція заарештувала Маркіяна Боришка за підозрою у шпигунстві на користь СРСР. Його відправили у резервацію в селі Мікінай префектури Карафуто, де утримували вихідців з України та Польщі. Остаточно зв'язок Маркіяна Боришка з родиною розірвався у 1945 році через окупацію Сахаліну військами СРСР. Дружину з дітьми депортували до Японії.
Три роки — з 1945 по 1948 — Маркіян Боришко працював перекладачем з японської в органах радянської контррозвідки «СМЕРШ» 10-ї повітряної армії, поки у 1949 році не був репресований як нібито японський шпигун і засуджений до 10 років позбавлення волі.
У 1957 році (за іншими даними — у 1954) був амністований, працював сторожем Сахалінського обласного музею, намагався розшукати родину в Японії.
Помер 15 листопада 1960 року від запалення легень у обласній лікарні у Южно-Сахалінську.
У 1989 році Михайло Горбачов, тодішній секретар КПРС, реабілітував усіх, хто був схоплений та затриманий на Сахаліні за надуманими звинуваченнями.
У 2002 році молодший син Маркіяна — Іван Боришко (Тайхо Кокі) — відвідав Україну. В селі Рунівщина він зняв на відеокамеру місце, де стояла дідівська хата, набрав води із криниці, взяв грудку землі.

## Образ у мистецтві
- Маркіян Боришко — герой двох літературних творів: «Сахалінські зошити» (рос. «Сахалинские тетради») Володимира Канторовича та «Забута річка» (рос. «Забытая река») Івана Самойлова.
- Життя Маркіяна Боришка досліджували краєзнавці Олексій Рижков та Н. В. Вишневський[10][4].

## Сім'я
- Батьки:
  - Карпо Максимович Боришко — батько;
  - Марина Мойсеївна — мати.
- Брати, сестри:
  - Ніканор;
  - Мотря;
  - Одарка;
  - Марія.
- Дружина: Кійо Ная.
- Діти:
  - Масаесі (Володимир), 1928—1943;
  - Кодзі (Костянтин), нар. 1933;
  - Кацу (Катерина), нар. 1937;
  - Кокі (Іван), 1940—2013.[2]